# I protagonisti
I protagonisti (en español, Los protagonistas) es una historieta italiana del Oeste de la casa Sergio Bonelli Editore.
La serie fue deseada por el editor Sergio Bonelli y el historietista Rino Albertarelli, que empezó a escribirla e ilustrarla a partir de 1973. Sin embargo, falleció mientras estaba realizando el número 10, así que el editor decidió cerrar la serie con este álbum, que fue terminado por Sergio Toppi.

## Argumento
I protagonisti es una serie de biografías dedicadas a personajes notables de la epopea del Lejano Oeste. Cada álbum, además de una historieta teniendo como protagonista al personaje de turno, alberga fichas y una bibliografía con los libros consultados por Albertarelli durante sus investigaciones.
El objetivo es ofrecer un marco histórico preciso y documentado de estos personajes, privado de cada aureola de fantasía y leyenda. Los diez álbumes publicados sono dedicados a:
1. George Armstrong Custer
2. Gerónimo
3. Billy the Kid
4. Jed Smith
5. Toro Sentado
6. Wyatt Earp
7. Wild Bill Hickok
8. Frank Canton
9. Bill Doolin
10. Herman Lehmann[2][3]